# Trädet
Trädet is een plaats in de gemeente Ulricehamn in het landschap Västergötland en de provincie Västra Götalands län in Zweden. De plaats heeft 280 inwoners (2005) en een oppervlakte van 56 hectare.

## Verkeer en vervoer
Bij de plaats loopt de Riksväg 46.